# 日産・フェアレディZコンバーチブル
フェアレディZコンバーチブル は、日産自動車が生産していたオープンスポーツカーである。東京モーターショーでコンセプトカーとして展示され、市販要求が高くなったことでフェアレディZの派生車種として発売された。

## 概要
モーターショーでの顧客からの市販希望により、急遽発売された。スタイリングは、2シーターをベースに元のデザインを損なうことなくアレンジされている。しかし、急遽の市販化のためか、オープン時にはBピラーが残っている。 内装は白革シート、スウェード調で覆われている。幌は重量増をなるべく防ぐように手動式となった。その結果重量はクーペ版から50kg増で押さえられている。エンジンは230PSを発生するV6 3,000ccNAのみでターボの設定はない。
販売台数は少なめで、中古車相場がクーペより高めを維持しており、走行距離も少なめが多いのが特徴である。1998年生産・販売終了。

## 歴史

### 初代 Z32型(1992-1998年)
- 1992年8月 - フェアレディZの派生車種として誕生。 クーペ版にはないホワイトカラーの内装色や運転席エアバッグ標準装備が特徴。3.0のワングレードのみの編成で、エンジンはクーペと同じVG30DEを搭載する。
- 1993年9月 - 一部改良。コンバーチブル初の改良となり、電子制御アクティブサウンドシステムが採用される。
- 1994年10月 - 一部改良。新グレード300ZX投入。これで一通りのグレードが出揃う。装備を簡素化したバージョンSを追加。ベースグレードが昇格された形となった。ABS、オーディオシステム、 本革シートをオプション扱いとすることで価格を引き下げることに成功した。エアバッグを全車に標準装備することにより、安全性向上を図る。
- 1997年1月 - 一部改良。これが最後の改良となる。300ZXを廃止にし、バージョンSのみとなる。新色ボディカラーのミッドナイトパープル追加。
- 1998年9月[2] - クーペのマイナーチェンジを待たずに生産・販売終了。カタログモデルから消滅。

## 後継車種
2年後にクーペも消滅するが、その後復活。 ネーミングは変わるが後継のZ33型で登場した「フェアレディZロードスター」が後継車種である。

## ネーミングの由来
フェアレディZのコンバーチブル版という意味。

## 関連事項
- 日産・フェアレディZ